# アセンソール

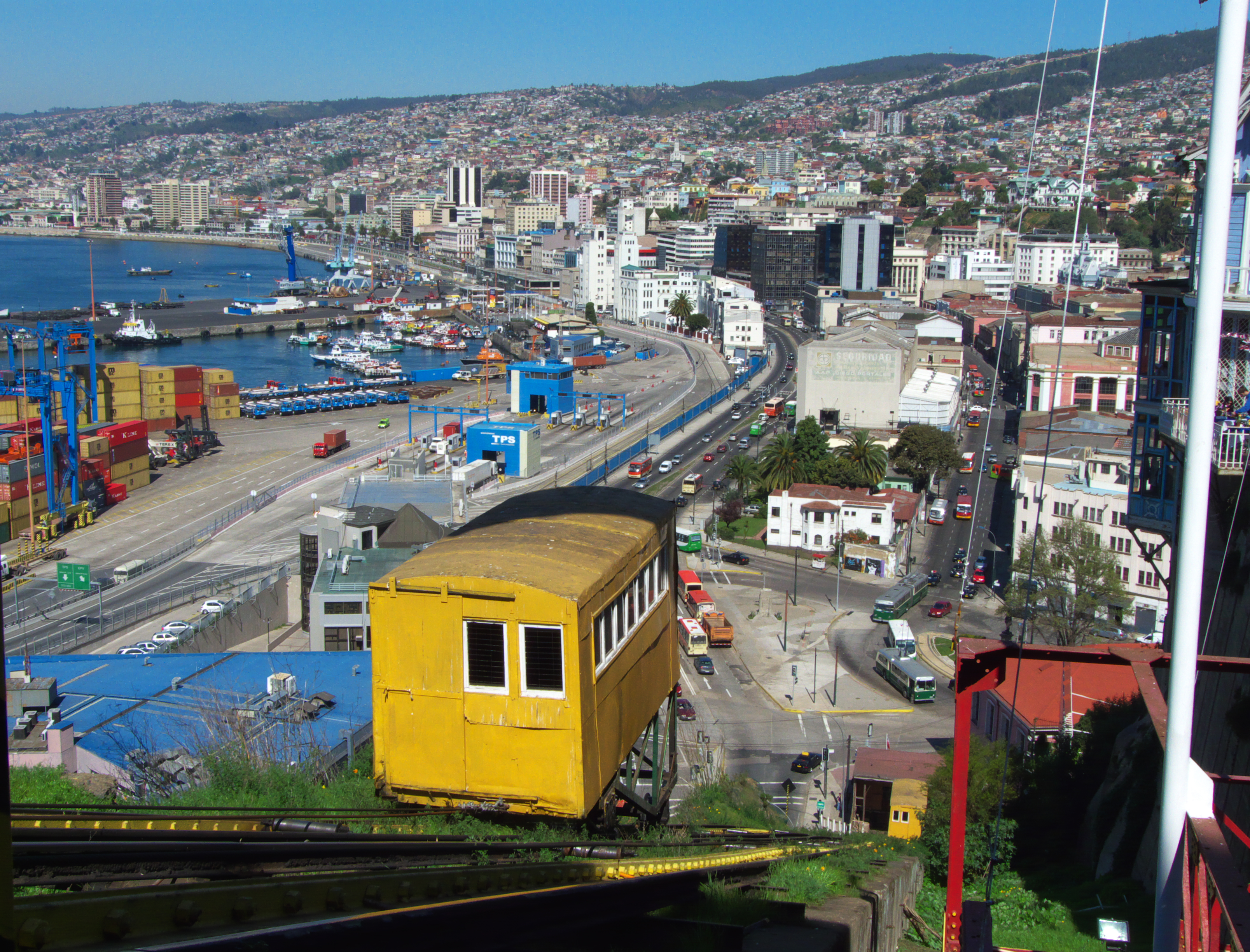
アセンソール

アセンソール（スペイン語：Ascensor、昇降機の意）はチリ共和国バルパライソ州バルパライソの市街地にあるケーブルカーのような乗り物。
坂の多い港町であるバルパライソに、1855年から20世紀初頭にかけて作られた。市内には15本あり、現役で稼動しているのは10本程。1855年に作られた、一番古いアセンソールはアセンソール・コルディジェラ (Ascensor Cordillera) と呼ばれ、当時のまま今も使われている。料金は上りが100ペソ、下りが90ペソ。